# Sexuella revolutionen
| Sexuella revolutionen |
| --- |
| Rockslagsknappar från den sexuella revolutionens tid. - Betydelse – frigörelseprocess med mer liberala lagar och seder kring sexualitet - Bakgrund – del av 1960-talets västerländska motkultur - Delar – p-piller, fri kärlek, tillfälligt sex, HBTQ-rörelsen, legalisering av pornografi |

Sexuella revolutionen, eller den sexuella frigörelsen som den också kallas, är en benämning på en social rörelse baserad på de händelser i västvärlden som sedan 1950-talet inneburit att normbildningen rörande sexualitet förändrats. En föregångare fanns kortvarigt på 1920-talet. En förutsättning för den sexuella revolutionen var legaliseringen av preventivmedel, mer acceptans gällande homosexualitet, pornografi, offentlig nakenhet och liberalare abortlagar.

## Historia

### Före 1900-talet
Den officiella sexualmoralen i det kristna västerländska samhället fram till 1900-talet innebar att människors, främst kvinnors, sexualitet skulle kontrolleras på olika sätt. Främst utövades denna kontroll genom att sex endast var tillåtet inom äktenskapet. Sedan urminnes tider har det dock inofficiellt funnits möjlighet för män att skaffa sig älskarinnor, besöka prostituerade och så vidare. Så kallade frillobarn kunde ofta erkännas likaberättigade med inomäktenskapliga, och i konsekvens därmed kunde frillor uppnå en viss status. Sexualiteten i sig var ofta undertryckt, skuld- och skambelagd.
Om 1700-talets överklass, särskilt i Frankrike, betraktades som frivol och erotiskt lättsinnig, gällde det motsatta om den engelska victorianismen (1840–1900). Drottning Victorias regeringstid är känd för den moralism, bigotteri och hyckleri på det sexuella området som då var rådande. Samtidigt som man förträngde alla sexuella impulser — det påstås att nakna stolsben fick döljas med tyg för att undvika olämpliga associationer — var prostitutionen särskilt i London synnerligen utbredd.

### 1950- till 1970-talet
Både Sigmund Freud, Wilhelm Reich och Emma Goldman ville frigöra individen från det sexuella förtrycket, och i Sverige arbetade Elise Ottesen-Jensen och Hinke Bergegren med sexualupplysning. Redan 1933 tog de initiativet till grundandet av RFSU, som gjorde sitt till att preventivtekniken spreds. I slutet av 1950-talet öppnade Inge & Sten en frågespalt i Expressen, där de mycket öppenhjärtigt resonerade kring insända frågor om sexualitet. Kinseyrapporten slog ner som en bomb i USA i januari 1948. I rapporten visade det sig till exempel att sex före äktenskapet, utomäktenskapliga förbindelser, onani och homosexualitet var mycket mer vanligt än vad de konservativa kristna i USA kunde acceptera. 1953 kom en uppföljning, men det skulle dröja till 1960-talet innan den "sexuella revolutionen" slog igenom i västerlandet. Kvinnans frigörelse främjades av p-piller och fri abort, men också av att hon fått ökat inflytande på arbetsmarknaden och därmed minskat sitt ekonomiska beroende av man och äktenskap. Denna frigörelse innebar att kvinnan erkändes som en jämbördig motpart till mannen, som ett sexuellt subjekt, med egna behov. Under 1970-talet fortsatte W.H. Masters och Virginia E. Johnson forskningen om sexualiteten, vilket bland annat ledde till en uppvärdering av klitorisorgasmen visavi vaginalorgasmen hos kvinnor.
Pornografi som tidigare ansetts som mycket fult, började nu diskuteras öppet. En av debattörerna var liberalen Hans Nestius, som under 1960-talet arbetade för rätten till fri abort. I vissa länder är däremot abort fortfarande förbjuden. Ofta anges religiösa skäl vara orsaken till förbudet. Bengt Anderbergs "Kärlek"-antologi utkom med litterär erotik av seriösa författare. I biosalongerna visades först ställvis lätt vågade filmer som Hon dansade en sommar och Sommaren med Monika, utmynnande 1967 i Jag är nyfiken – gul som var tämligen sexcentrerad och helt oförblommerat visade allt. Kåsören Olle Carle yttrade att de "I en ek gjordes saker som man fordom inte gjorde ens i lönn". De ansågs i många länder vara mycket kontroversiella filmer och på grund av detta blev "den svenska synden" (se vidare pornografi i Sverige) ett internationellt begrepp. Bilden av "Hot Love and Cold People" kom fram. Sexuell liberalism sågs som en del av moderniseringsprocessen som genom att bryta ner traditionella gränser skulle leda till frigörelse av naturliga krafter.
Även synen på homosexuella ändrades. I flera europeiska länder avkriminaliserades homosexualitet, bland annat i Storbritannien 1967, Västtyskland 1969 och Finland 1971.
Fri kärlek blev slagordet under sent 1960-tal, och äktenskapsinstitutionen var i gungning. En kvinna i en tidnings sexrådgivningsspalt vid den här tiden svarade på frågan "Samlag eller onani?" med "Samlag, för då får man träffa folk!" Kärnfamiljen kritiserades för att vara en patriarkal servicefunktion och en instängd uppväxtmiljö, och bostadskollektivet framstod som ett alternativ.

### Motreaktion
Först på 1980-talet kom en motreaktion och en av de viktigaste anledningarna till denna var aidsepidemin. Värst drabbade blev inledningsvis män som har sex med män, men hela samhällsklimatet påverkades. Till exempel infördes Bastuklubbslagen i Sverige 1987. Den svenska lagen ändrades så att vissa pornografiska bilder förbjöds, liksom köp av fysiska sexuella tjänster. Liknande lagar infördes i en del andra länder (se svenska modellen kring prostitution). Nederländerna, Nya Zeeland och en del andra länder införde samtidigt lagar som innebar ökad liberalisering rörande sexuella frågor, innefattande reglering av prostitution, homoäktenskap (samt rörande narkotika, dödshjälp med mera).
Bland ungdomar diskuterades återigen värdet av tvåsamhet samt av att vara oskuld fram till giftermålet,  eller rentav att leva i celibat.
En del av motreaktionen mot den sexuella revolutionen samlades kring den andra vågens feminism. Särskilt etablerades inom den radikalfeministiska rörelsen teorier om att särskilt pornografin fungerade som ett verktyg för att hindra kvinnors både frigörelse och jämställdhet. Denna kritiken utvecklades parallellt med den fortsatta utvecklingen av den nu mestadels lagliga porrbranschen, och ledande radikalfeminister som Catharine MacKinnon och Andrea Dworkin försökte få pornografin definierad som en kränkning av medborgerliga rättigheter. Denna kamp ledde till ett flertal konflikter inom den feministiska rörelsen, och under 1980-talet växte en tydligt sexpositiv feminism – en som accepterade pornografin som en del av det sexuella spektret – fram som en motvikt. Inom den sexpostiva feminismen framträdde också fler exempel på kvinnligt producerad och uttalat feministisk pornografi.

### Senare år
Den gamla viktorianska sexualmoralen har idag ersatts av en ny sexualmoral där det viktiga inte är det äktenskapliga bandet, utan att inte sprida eller utsätta sig för sexuellt överförbar smitta och att visa respekt för sin permanenta eller tillfälliga partner. Sexuella parförhållanden med ömsesidiga krav på trohet kan idag inledas av unga tonåringar, men det förekommer även så kallade öppna förhållanden.
Under 2010- och 2020-talet har det offentliga samtalet fortsatt omkring sexualitetens gränser och hur inte minst kvinnors trygghet och frihet bäst ska balanseras. Den fjärde vågens feminism inkluderade inte minst metoo runt 2017/2018, en kampanj som lade fokus på kvinnors utsatthet och mäns våld mot kvinnor. Denna folkrörelse manifesterades inte minst genom sociala medier, där olika kvinnor vittnade om hur samhället ännu inte blivit en trygg plats för dem. Exempel på sexuellt utnyttjande och sexuellt våld lyftes fram, och detta återknöt till slagorden från 1970-talets andravågsfeminism – "det privata är politiskt".
Ungefär samtidigt intensifierades debatten kring och kritiken kring effekterna av den allt mer lättillgängliga pornografin, den som nu främst distribuerades via Internet och för det mesta fanns gratis tillgänglig. Ett antal amerikanska delstater har förklarat pornografin som en hälsokris, och i både USA och Europa har inletts försök att begränsa tillgången till internetpornografin för minderåriga.
Under 2010-talet har framgångsrika musikartister som Rihanna och Beyoncé uttalat sig som (sexpositiva) feminister. Detta har lett till kritik från andra feminister kring en individualiserad, urvattnad och kommersialiserad feminism som de säger i praktiken inte kan utmana Patriarkatet. Författare och opinionsbildare som Louise Perry (boken The Case Against the Sexual Revolution) och Mary Harrington (som kallar sig för "The Reactionary Feminist") anser att den sexuella revolutionen var ett misstag och att den i första hand gynnat män som via p-pillret "fått lättare tillgång" till kvinnor. Mot denna konservativa strömning formerar sig progressiva feminister som Laurie Penny, som anser att den sexuella revolutionen inte varit radikal nog.

## Normalisering av pornografi
En särskild del av den sexuella revolutionen gäller legaliseringen och den relativa normaliseringen av pornografi. 1970-talets öppna och relativt sett tolererade distribution av pornografiskt material i många länder var ett nytt fenomen. Pornografin bidrog till att flytta fram gränserna för sexuellt beteende och kan tvinga fram öppna samtal kring sexualitet som annars kanske inte blir av. Den spanske sociologen Manuel Castell hävdar att de olika nätgemenskaperna på det tidiga Internet (från 1980-talet och framåt) samlade människor som tidigare varit aktiva inom alternativa kulturrörelser (jämför underground) under 1960- och 1970-talet.
Den amerikanska historikern Lynn Hunt pekar på att den pornografi som växte fram på 1700-talet ofta utmärktes av en "uppsjö av kvinnliga berättare". Hon menar också att kvinnor där porträtterades som självständiga, beslutsamma, ekonomiskt framgångsrika och tydliga motståndare till den tidens nya ideal kring kvinnlig kyskhet och huslighet. Detta var en annan attityd än den som många på 2000-talet pratar omkring pornografins inneboende objektifiering av kvinnokroppen. 1960-talets sexuella revolution var inte utan föregångare, i sitt utpekande av sex som en lämplig plats för att utmana rådande politiska och sociala normer.
1972 års bästsäljande biofilm Långt ner i halsen blev populär även bland heterosexuella par. Den inledde en – relativt kort – period där porrfilmer syntes bioutbudet bland andra filmgenrer. Så småningom etablerades parallella distributionskanaler för den ofta obscena pornografin, via särskilda porrbiografer och under 1980-talet i särskilda rum i hyrvideobutikerna.
Medan pornografin fortsatte att utvecklas som en genre för i första hand privat konsumtion (ofta kopplat till onani), spreds allt fler sexuella uttryck även till andra filmgenrer. Tidningsomslag med mer eller mindre lättklädda kändisar blev successivit allt vanligare, och under 1990-talet spred många nya TV-kanaler sex som underhållning. I länder som Italien och Frankrike blev sexuella inslag i TV-programmen vanligare, och under 1990-talet syntes program med sexuell underhållning av typen Tutti frutti även i svensk TV. Denna utveckling fortsatte efter millennieskiftet, och under 2010-talet har många TV-serier i olika betal-TV-kanaler inkluderat allt mer explicita sexscener – ofta med den mer Internet-vana generation Z som primär målgrupp. Scener i TV-serier som Normala människor och Euphoria har till och med hamnat på pornografiska videoplattformar som Pornhub.
Den ökande mängden sexuella innehåll i västerländska medier har också påverkat mediekonsumenterna på andra kontinenter. Den allt större medelklassen i Indien har globalt sett blivit en stor konsument av pornografi, något som utmanat det gällande förbudet mot produktion, distribution och offentlig skyltning av sexuellt material. Däremot anses indier på 2020-talet ha rätt att konsumera sexuellt material i privatlivets helgd, vilket en del företrädare för landets sexbransch inte tycker räcker. Indiska ledare har genom historien propagerat för olika moraliska attityder, och explicit erotiska motiv syns på ett antal hinduiska tempel i landet där Kama Sutra författades.